# Isidoro Blanco Fernández
Isidoro Blanco Fernández (Lugo, 31 de marzo de 1824-¿?) fue un organista y compositor español.

## Biografía
Natural de la ciudad gallega de Lugo, a los ocho años entró de niño de coro, y continuó como tal hasta que mudó la voz, en cuya época pasó a Madrid y se matriculó como alumno del Real Conservatorio de Música, donde tuvo como profesores a Pedro Albéniz, piano; Antonio Aguado, armonía y bajo cifrado, y Ramón Carnicer y Batlle, de composición, además de asistir a clases de canto y de italiano. El órgano lo estudió bajo la dirección de Román Jimeno e Ibáñez, en una época en la que el conservatorio no ofrecía esa enseñanza. Según relata Baltasar Saldoni en su Diccionario biográfico-bibliográfico de efemérides de músicos españoles, Jimeno fue para Blanco, «á más de maestro, un segundo padre». En el conservatorio estuvo Blanco Fernández desde 1845 hasta 1849, sin haber podido terminar del todo sus estudios por haberse visto precisado a ausentarse.
La primera plaza de organista que obtuvo fue la de parroquia de la iglesia de Santa Bárbara de la ciudad sevillana de Écija, que le concedieron después de haber superado unos exámenes. Posteriormente hizo oposición a la de San Andrés de Madrid, y en la censura de los examinadores obtuvo un lugar honorífico, lo mismo que en las que efectuó en Santiago de Compostela y Valencia. Se le concedió la plaza de organista beneficiado de la catedral de Lugo, por haber ocupado el primer lugar entre los opositores, y cuya plaza desempeñó hasta por lo menos febrero de 1869.
Escribió algunas obras sagradas, pero también profanas, que se cantaron en diversas partes. Fue, asimismo, director de algunas sociedad musicales, así como de la sección filarmónica del Liceo Literario y Musical de Lugo, cuyo himno inaugural escribió.